# Pierre Koenig (arquitecto)

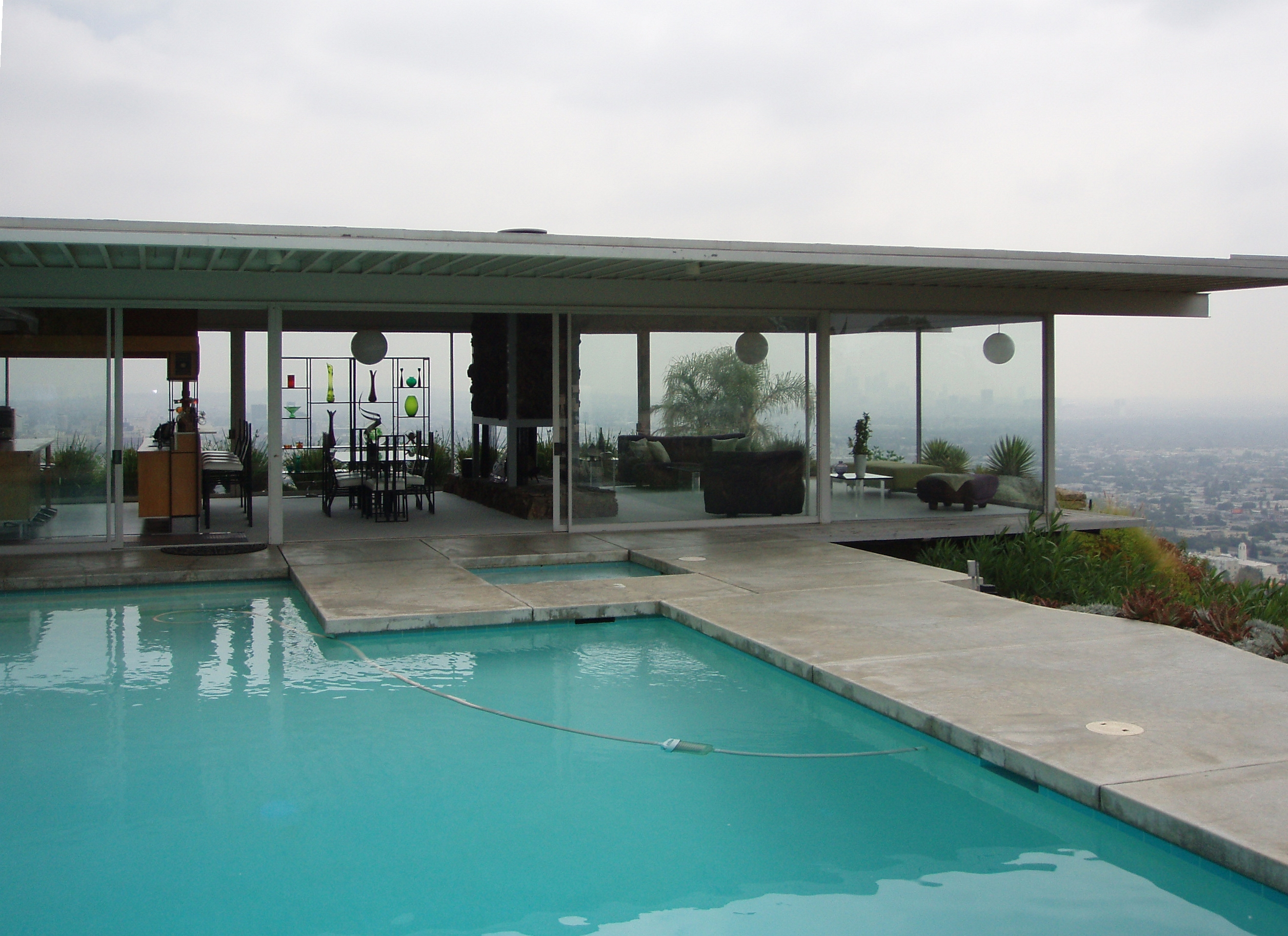
La Casa Study House número 22 — Stahl House — Hollywood Hills, Los Ángeles, California.

Pierre Francis Koenig (17 de octubre de 1925 – 4 de abril de 2004) fue un arquitecto estadounidense.
Koenig nació en la ciudad de San Francisco, en una familia de ascendencia francesa y alemana, que se trasladó en 1939 al valle de San Gabriel, en el área metropolitana de Los Ángeles. Durante la Segunda Guerra Mundial, estuvo cuatro años en el ejército estadounidense. Posteriormente, se acogió a los beneficios de la Ley conocida como G.I. Bill e ingresó en la Escuela de Arquitectura de la Universidad del Sur de California (University of Southern California). Obtuvo su graduación en 1952.

## Trabajos
Durante sus estudios en 1950, Koenig empezó a trabajar con el arquitecto norteamericano de origen sefardí, Raphael Soriano. En 1957 pasó los exámenes para obtener el título de arquitecto y fue nombrado miembro del American Institute of Architects (AIA). En 1961 comenzó a trabajar como profesor en la Universidad de California del Sur y a la vez ejercía de forma privada, principalmente en la Costa Oeste de los Estados Unidos.

### Case Study Houses Nº 21 y Nº 22
Koenig es reconocido principalmente por sus proyectos de las Case Study Houses número 21 y 22 de 1960.  Ambas casas el número 21 (La Bailey House) y el 22 (La Stahl House) se construyeron en sitios espectaculares, y no edificables. Particularmente la Case Study House 22, que fue fotografiada por Julius Shulman para la revista  Arts & Architecture, es considerada como un icono de vivienda de Los Ángeles de esa época por sus vistas panorámicas de la ciudad y su apertura al aire libre.

### Casa Johnson, casa Riebe
A pesar de que la revista Arts Architecture hacía mucha publicidad de su arquitectura, Koenig recibió pocos encargos del norte de California. Pero Cyrus y Elisabeth Johnson que habían visto su trabajo en la revista, le encargaron una casa en la zona. Según Koenig las intenciones de los Johnson eran: «una residencia permanente con un diseño intemporal, un hogar que seguirá estando aquí para nuestros nietos» y «Los Johnson piensan que su casa de acero tendrá un mantenimiento mínimo, ya que se utilizan materiales permanentes que no se resquebrajan ni deterioran, ni pueden verse afectados por hongos o insectos.»

#### Situación
El emplazamiento de la casa está en el valle de Carmel, en una zona rural, a unos 16 km de Carmel y del océano Pacífico. La arquitectura dominante de la zona era de estilo español. La parcela que habían comprado los Johnson en La Ranchería estaba orientada al sur, sembrada de robles y en pendiente respecto a la calle con vistas a lejanas colinas ondulantes. Era un terreno comparable al de la Case Study House n.º 22, y Koenig la abordó de forma parecida.

#### Diseño
La planta en forma de L constituye una imagen inversa de la Case Study House n.º 22. La única diferencia es el desplazamiento de la entrada y el garaje al otro extremo del ala de dormitorios, lo que genera una planta en forma de T. En la casa Johnson, un pequeño taller separa el ala de dormitorios del garaje creando una entrada cubierta. En el punto de conexión de la sala de estar y los dormitorios, se sitúa el vestíbulo de entrada. 

#### Reforma de 1995
En 1995, Koenig regresó para restaurar y ampliar la casa para Fred y Cynthia Riebe. La restauración supuso modernizar la cocina, que se amplió hacia el ala de dormitorios. El garaje y el taller fueron sustituidos por dos habitaciones para invitados bajo la cubierta existente. Luego se construyó un nuevo garaje, situado en ángulo recto respecto al anterior y alineado con el ala de la sala de estar. Esto convirtió la planta en forma de T en una planta en forma de cruz. La entrada se situó en el extremo norte del ala de dormitorios, donde estaba el dormitorio principal y el vestidor. El nuevo dormitorio principal, se situó en el extremo este del ala de dormitorios, con un estudio entre ambos y la cocina. El edificio se convirtió en una vivienda apropiada para alojar a toda una familia.

### Casa Gantert
Pierre Koenig diseñó en 1983 el que se considera su último proyecto construido. ÇFue realizado para Michael Gantert, promotor inmobiliario, que construyó la casa para venderla. Siguiendo su estilo característico, Koenig no modificó el paisaje, colgando el edificio al borde de la pendiente. La construcción en voladizo le da la apariencia de estar colgada de la cima de la colina.
La fachada sur está totalmente acristalada, ofreciendo grandes vistas sobre Hollywood, con puertas correderas. La única ventana ubicada en la pared oeste mira a Hollywood Bowl, mientras que las ventanas de la pared norte situadas en el comedor, la cocina y el lavadero, o las de los dormitorios en la planta de abajo dan a la finca adyacente.

#### Situación
La residencia fue construida en las colinas ubicadas debajo del Embalse Hollywood, al final de una calle privada, en el 6431 de La Punta Drive, en Los Ángeles, California. 

#### Materiales
Los principales materiales utilizados en su construcción, vidrio y acero, conjuntamente con su ubicación y vistas, recuerdan la Case Study House nº22, aunque el arquitecto hizo algunas concesiones al adaptar su estilo minimalista puro e incluir baños de mármol con jacuzzi y vestidores. En el interior, las paredes se revistieron con placas de pladur. Para las fachadas se utilizaron piezas prefabricadas que fueron atornilladas al marco estructural, facilitando la construcción del edificio. La cubierta se revistió con paneles metálicos.

#### Rehabilitación
En 2003, Billy Rose, propietario de la casa en ese momento, se puso en contacto con Pierre Koenig para rehabilitar el edificio. En la planta superior se tiraron paredes para unir la cocina y el comedor en un solo espacio y se eliminaron los armarios del comedor.
En la planta inferior, la de los dormitorios, se eliminó el jacuzzi y se cerró parte de la terraza abierta bajo el garaje para crear un nuevo dormitorio y un vestidor para el dormitorio principal. Los dormitorios del lado norte fueron remodelados.

## Galería

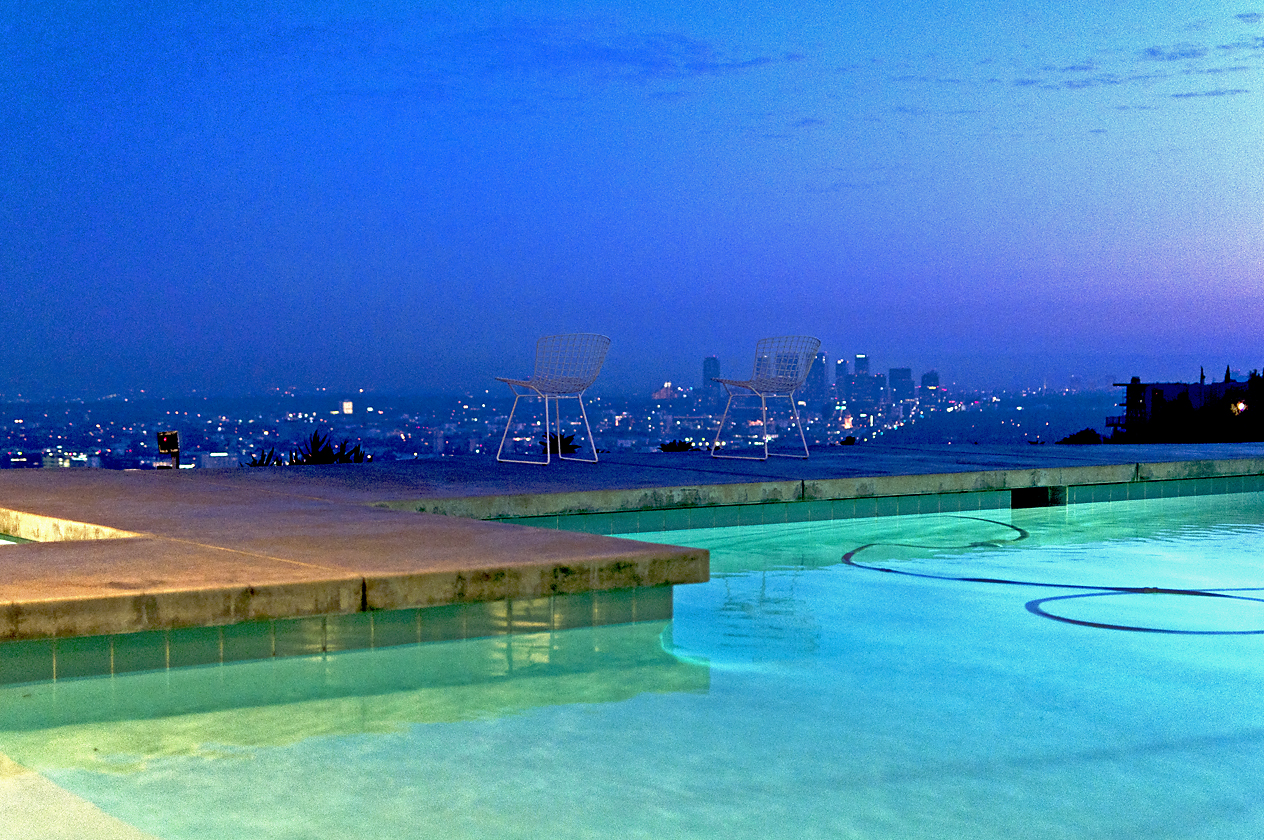
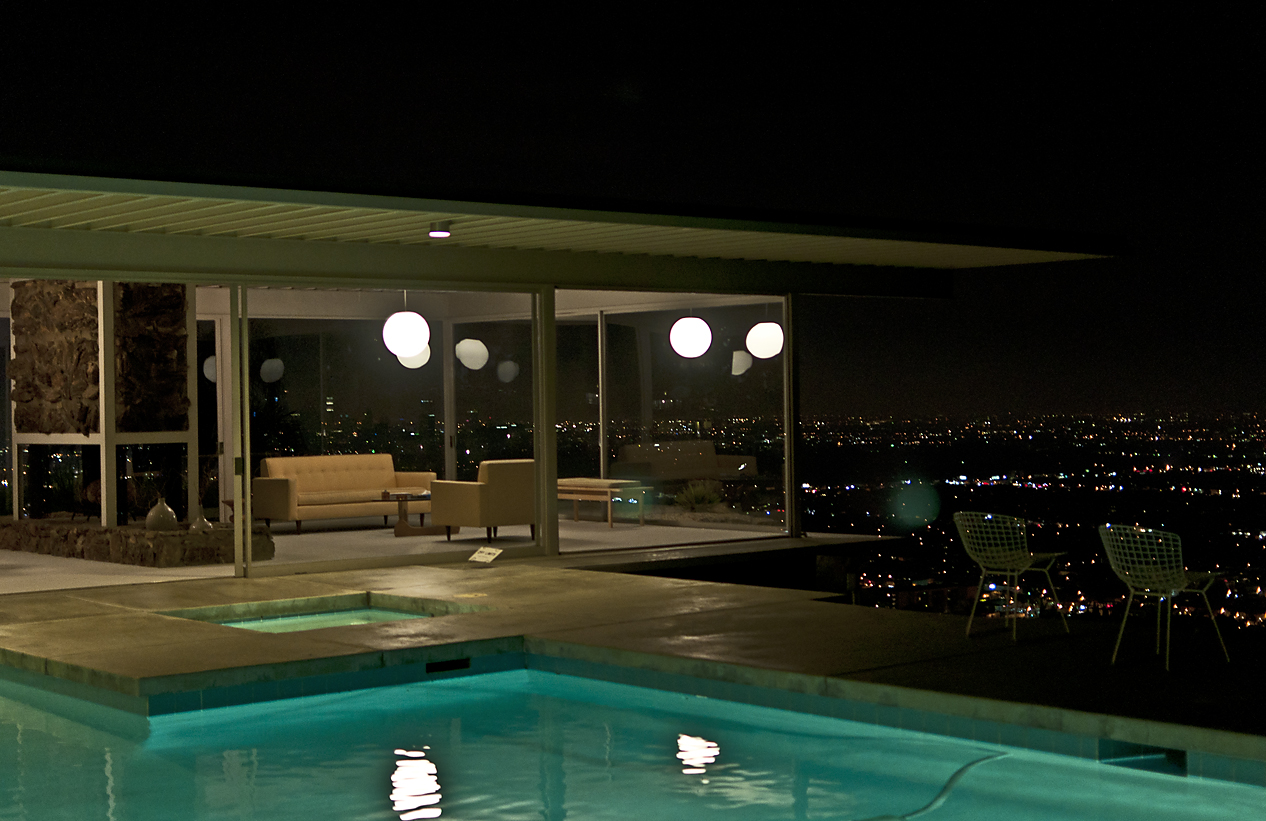
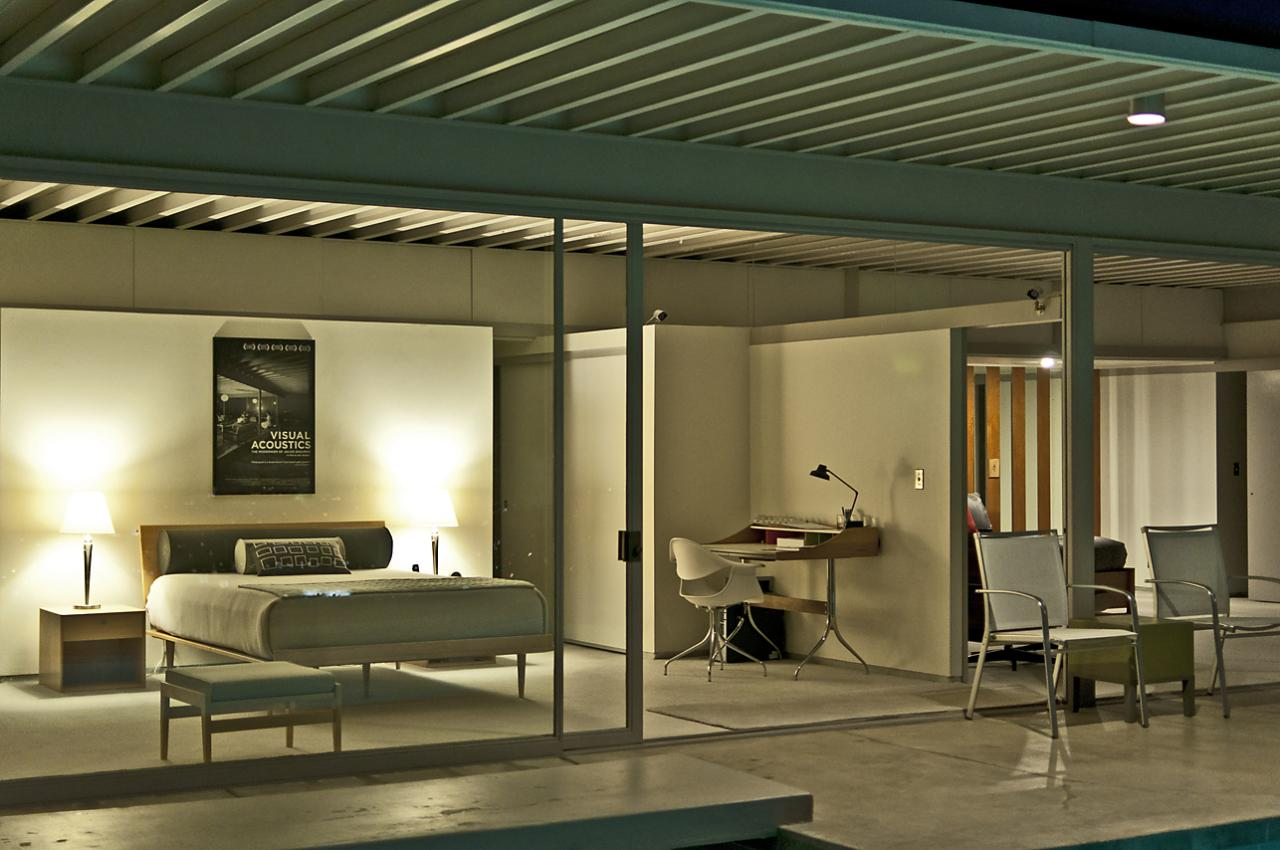
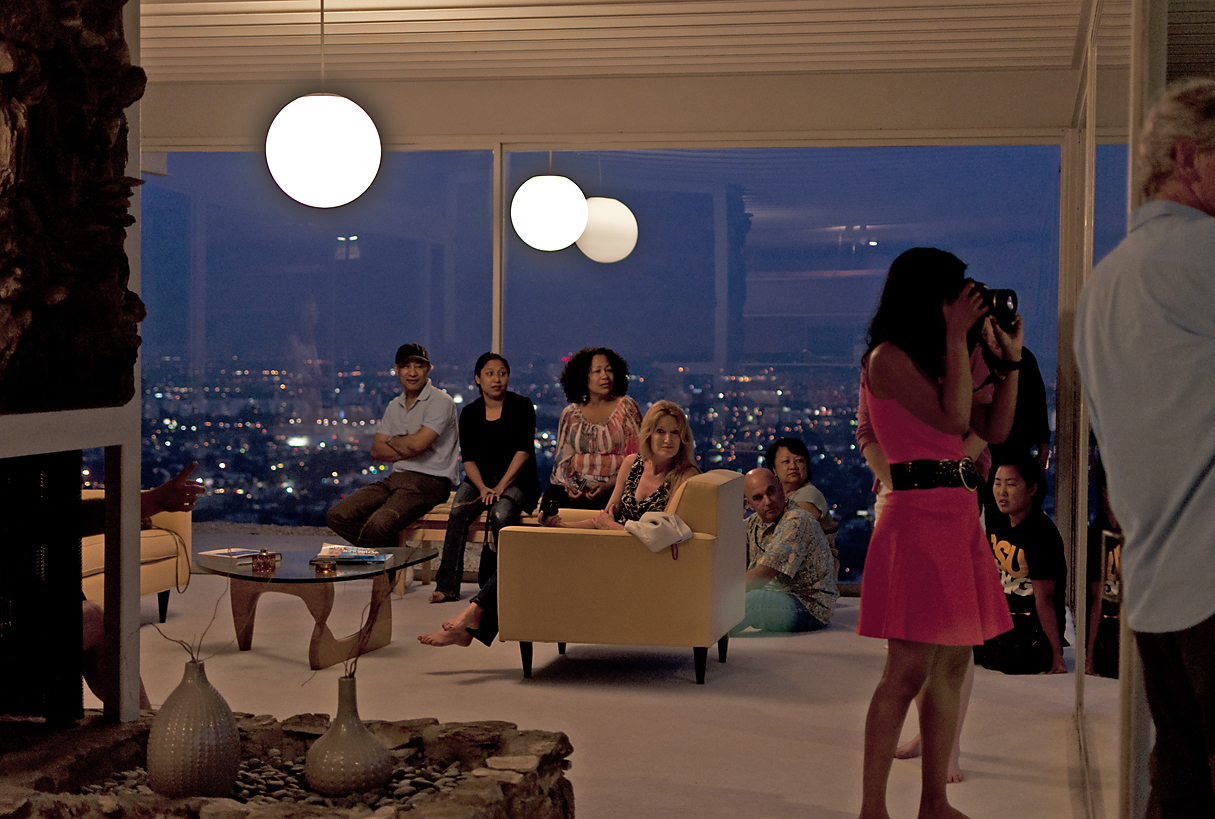
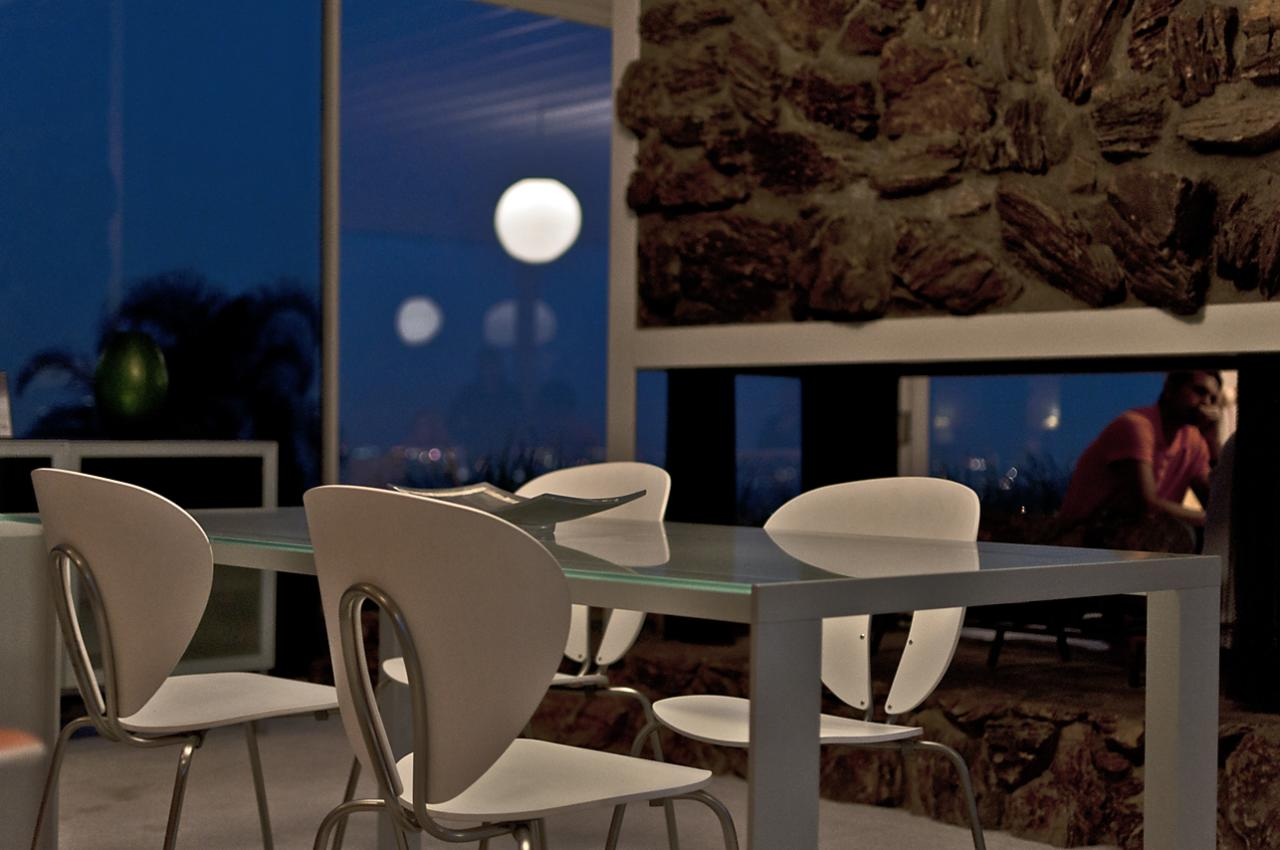
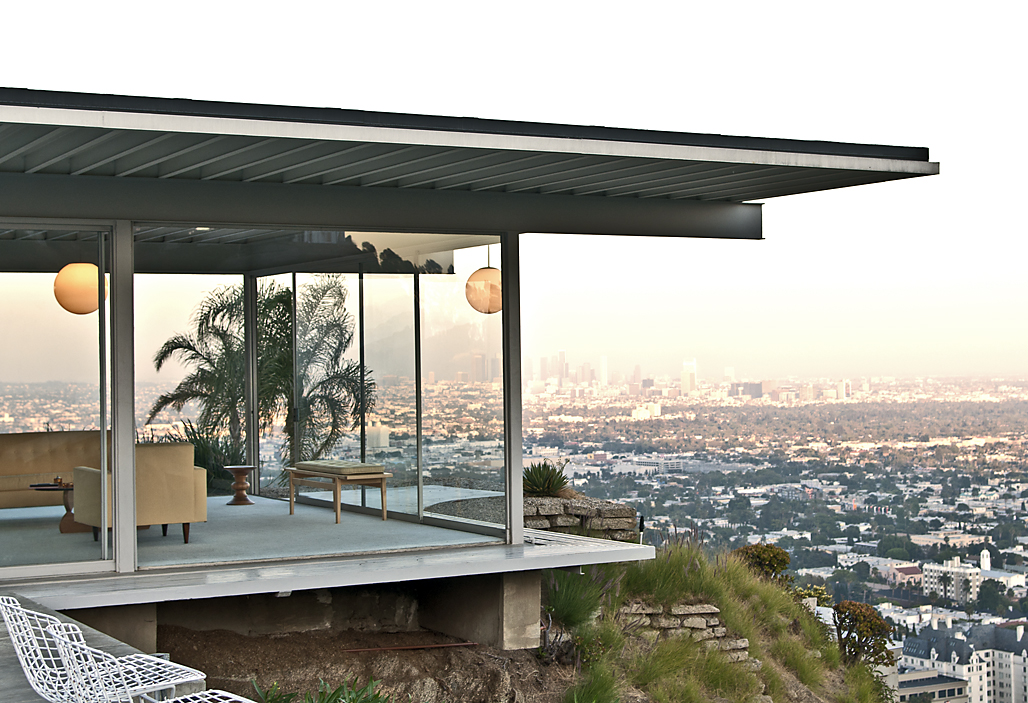
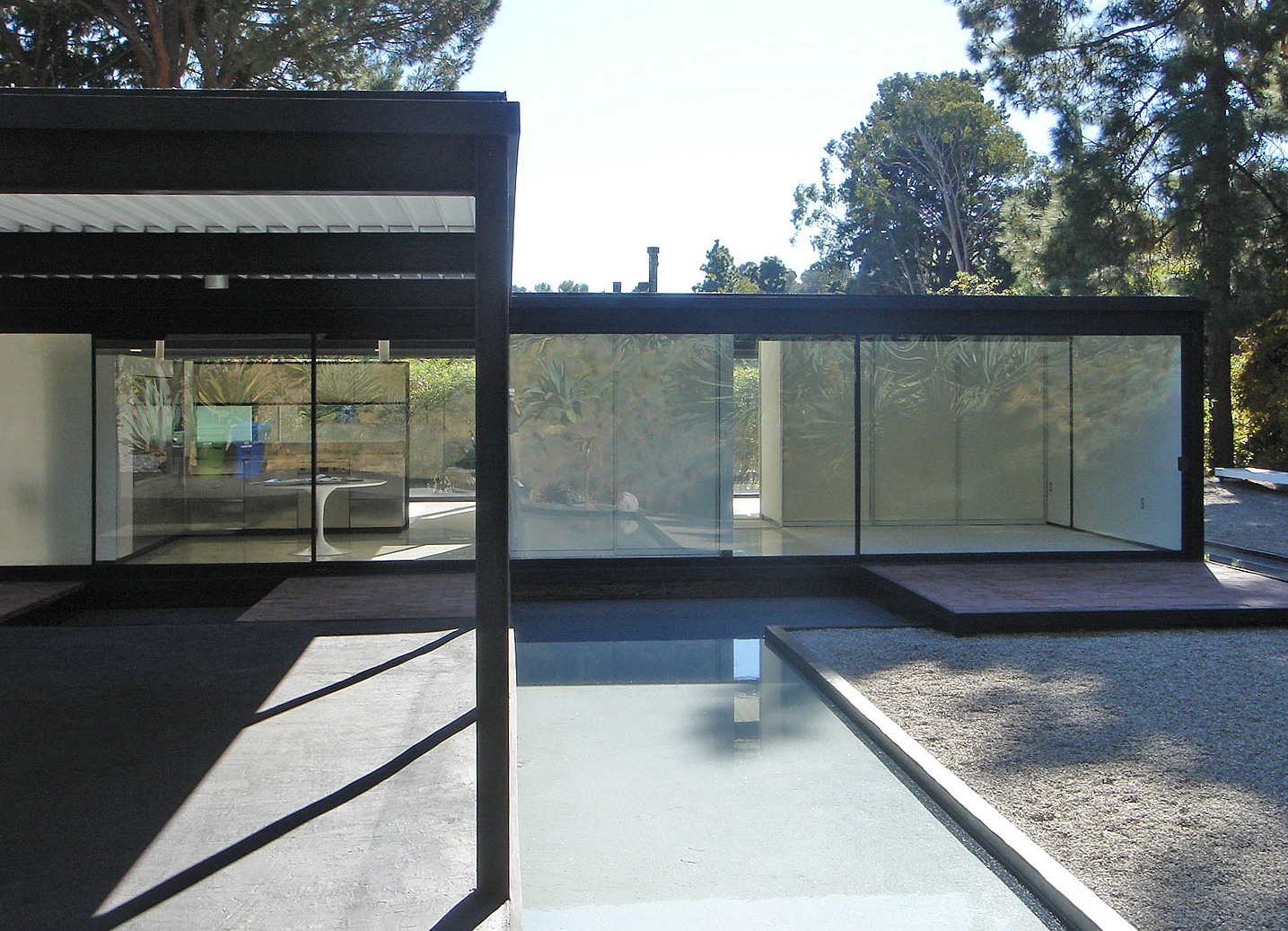
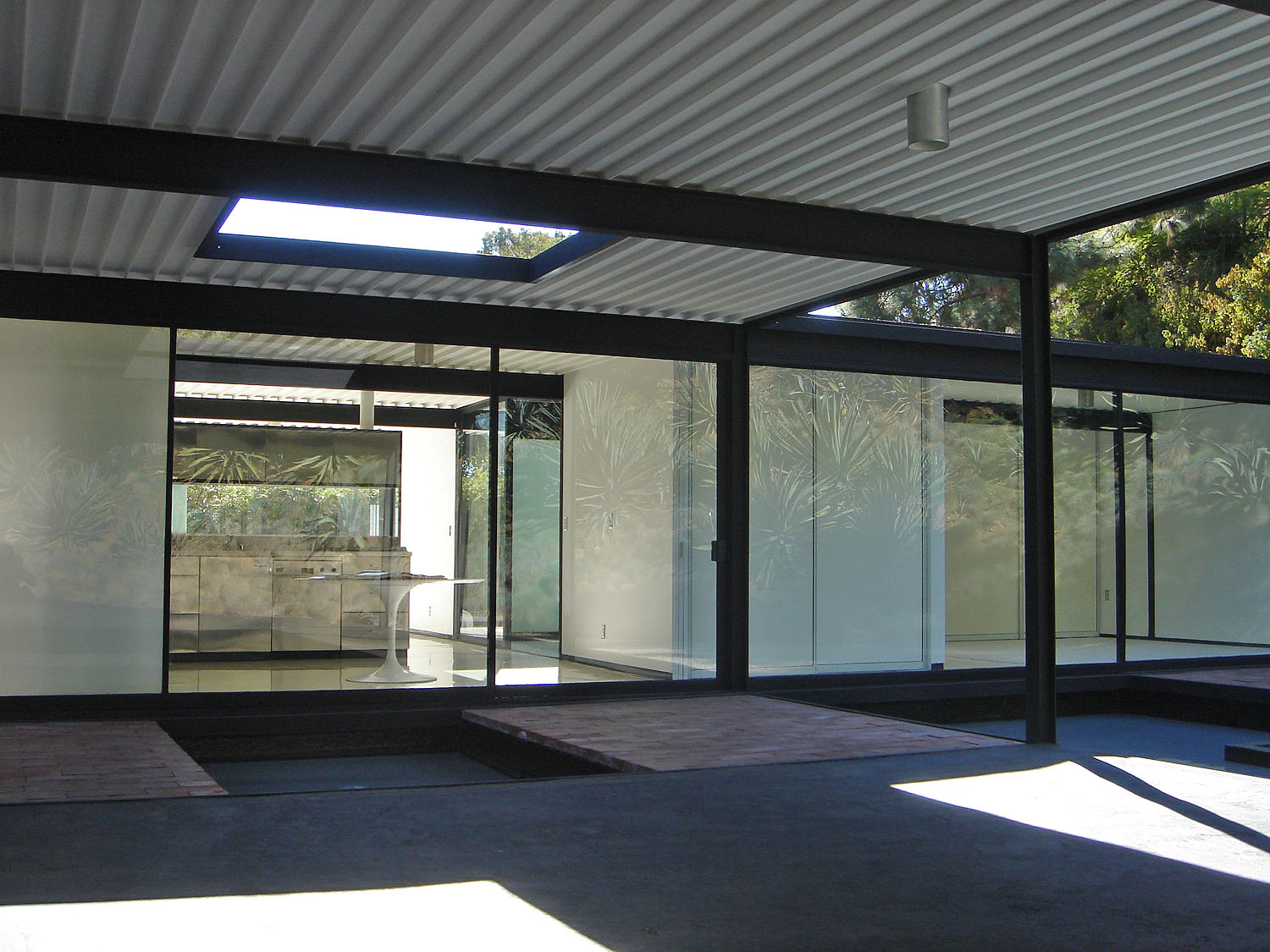
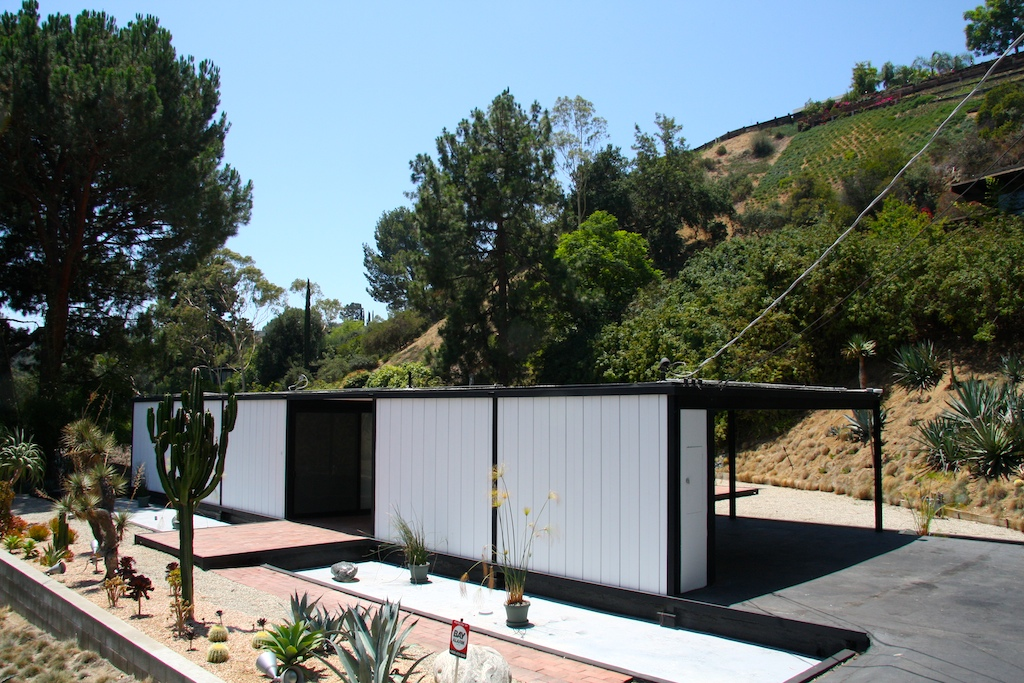